# Krasne (hromada)
Krasne – hromada wiejska w rejonie złoczowskim obwodu lwowskiego Ukrainy. Siedzibą hromady jest Krasne.
Hromadę utworzono w ramach reformy decentralizacji w 2020 roku.

## Miejscowości hromady
W skład hromady wchodzi 1 osiedle typu miejskiego i 17 wsi.

- Krasne – osiedle typu miejskiego, siedziba hromady
- Andrejówka
- Bałuczyn
- Bezbrudy
- Bohdanówka
- Bortków
- Kutkorz
- Olszanka Mała
- Ostrowczyk Polny
- Ostrów
- Pietrycze
- Połonice
- Połtew
- Rusiłów
- Skniłów
- Stronibaby
- Uciszków
- Zadwórze